# Алькиса, Биттор
Биттор Алькиса Фернандес (исп. и баск. Bittor Alkiza Fernández, родился 26 октября 1970 года в Сан-Себастьяне) — испанский футболист баскского происхождения, выступавший на позиции полузащитника за клубы «Реал Сосьедад» и «Атлетик Бильбао».

## Клубная карьера
Футбольный дебют Алькисы состоялся в команде «Реал Сосьедад»: в возрасте 20 лет он провёл свой первый матч за команду. Всего он сыграл более 100 матчей за первые три сезона игровой карьеры (в том числе 92 в Ла Лиге). В 1994 году Алькиса должен был перейти в «Реал Мадрид», однако сделка сорвалась, и в итоге он стал игроком «Атлетика Бильбао» за 220 миллионов песет.
Алькиса стал игроком основного состава в «Атлетике», при этом играя не в группе атаки, где лидером был Хулен Герреро. В сезоне 1997/1998 он сыграл 3146 минут, не сыграв только в одной встрече: его команда стала серебряным призёром и прошла в Лигу чемпионов УЕФА, а в следующем сезоне в Лиге чемпионов «Атлетик» сыграл вничью с «Ювентусом» 0:0, причём Алькиса отыграл все 90 минут в матче. Алькиса стал одним из немногих игроков, успешно выступавших и в «Реале Сосьедад», и в «Атлетике Бильбао».
Летом 2003 года Алькиса, отыграв более 300 официальных встреч за «Атлетик», вернулся в «Реал Сосьедад», которому предстояло выступление в Лиге чемпионов. Сезон 2004/2005 стал для него последним игровым: пройдя отметку в 500 официальных встреч на разных уровнях, он завершил игровую карьеру из-за незалеченной травмы. Всего в его активе было 417 игр и 19 голов за 14 сезонов выступлений в чемпионате Испании.

## Карьера в сборной
Алькиса провёл всего три матча за сборную Испании в 1998 году. Его дебют состоялся 23 сентября в Гранаде против сборной России, и именно Алькиса забил единственный гол в матче, поразив из-за пределов штрафной на 39-й минуте ворота Сергея Овчинникова после того, как на испанца вынес мяч Валерий Минько. Второй состоялся 14 октября против Израиля в гостях (победа 2:1), а 18 ноября была зафиксирована гостевая ничья с Италией 2:2.
| # | Дата             | Стадион                              | Противник | Счёт | Действия | Турнир                      |
| - | ---------------- | ------------------------------------ | --------- | ---- | -------- | --------------------------- |
| 1 | 23 сентября 1998 | Нуэво Лос Карменес, Гранада, Испания | Россия    | 1:0  | 18', 39′ | Товарищеский матч           |
| 2 | 14 октября 1998  | Рамат-Ган, Тель-Авив, Израиль        | Израиль   | 2:1  |          | ЧЕ-2000 (отборочный турнир) |
| 3 | 18 ноября 1998   | Ареки, Палермо, Италия               | Италия    | 2:2  |          | Товарищеский матч           |

## Стиль игры
Номинальной позицией Алькисы была позиция левого полузащитника, однако он также играл в центре. Отличался хорошей техникой и ударами со средней дистанции, хорошим пасом и умением идти в отбор. 
Хавьер Ирурета, наставник клуба «Атлетик Бильбао» в сезоне 1994/1995, говорил об Алькисе следующее:

Гарантирую, что если ему отдать мяч, в ответ он тебе дыню не вернёт.
Оригинальный текст (исп.)Te garantiza que si le pasas el balón no te devolverá un melón.

## Тренерская карьера
Алькиса продолжал работать до 2013 года с молодёжными командами «Реала Сосьедад». В сезоне 2013/2014 как третий тренер входил в тренерский штаб Ягобы Аррасате у руля «Реала». В 2015—2018 годах — второй тренер команды «Нумансия», также работал в команде Аррасате. С 2018 года — второй тренер «Осасуны».

## Личная жизнь
Отец — Иньяки Алькиса, в прошлом игрок клуба «Реал Сосьедад», занимал пост президента команды, а также занимался политикой.